# Kurbin
Kurbin est une municipalité d'Albanie, appartenant à la préfecture de Lezhë. Sa population est de 46 291 habitants en 2011.